# Elecciones al Senado de Argentina de 1857
Las Elecciones al Senado de la Confederación Argentina de 1857 fueron realizadas a lo largo del mencionado año por las Legislaturas de las respectivas provincias para renovar 8 de las 26 bancas del Senado. La provincia de Buenos Aires no eligió senadores por no ser parte de la Confederación. Dada la derrota de la Confederación en la batalla de Pavón, el congreso fue disuelto el 12 de diciembre de 1861.

## Cargos a elegir
| Provincia           | Senado    | Senado    |
| Provincia           | Senadores | A renovar |
| ------------------- | --------- | --------- |
| Catamarca           | 2         | 1         |
| Córdoba             | 2         | 1         |
| Corrientes          | 2         | —         |
| Entre Ríos          | 2         | 1         |
| Jujuy               | 2         | —         |
| La Rioja            | 2         | —         |
| Mendoza             | 2         | —         |
| Salta               | 2         | 2         |
| San Juan            | 2         | —         |
| San Luis            | 2         | —         |
| Santa Fe            | 2         | —         |
| Santiago del Estero | 2         | 1         |
| Tucumán             | 2         | 2         |
| Total               | 26        | 8         |

## Resultados por provincia
| Provincia           | Senador electo        |
| ------------------- | --------------------- |
| Catamarca           | Pascual Echagüe       |
| Córdoba             | Mariano Fragueiro     |
| Entre Ríos          | José Leonardo Acevedo |
| Salta               | Fernando Arias        |
| Salta               | Tomás Arias           |
| Santiago del Estero | Antonio María Taboada |
| Tucumán             | Marcos Paz            |
| Tucumán             | Salustiano Zavalía    |

1. ↑  Renunció el 14 de mayo de 1861, no fue reemplazado.
2. ↑  Renunció el 11 de junio de 1858, lo reemplaza Cleto del Campillo el 3 de agosto de 1858.
3. ↑  Renunció el 1 de junio de 1858, lo reemplaza Agustín Justo de la Vega el 1 de mayo de 1859.
4. ↑  Renunció el 24 de mayo de 1860, lo reemplaza Marcos Paz el 6 de agosto de 1860.

### Senadores suplentes
| Provincia | Senador            | Mandato                                   |
| --------- | ------------------ | ----------------------------------------- |
| Córdoba   | Agustín Roca       | 19 de julio de 1859 - 30 de abril de 1860 |
| Salta     | Saturnino Tejada   | 25 de junio de 1859 - 30 de abril de 1860 |
| Tucumán   | Benjamín Villafañe | 11 de mayo de 1858 - 30 de abril de 1860  |